# Empis modica
Empis modica är en tvåvingeart som beskrevs av Collin 1933. Empis modica ingår i släktet Empis och familjen dansflugor. Inga underarter finns listade i Catalogue of Life.